# Zoo et Jardin botanique de Cincinnati
Le Zoo et Jardin botanique de Cincinnati est un parc zoologique américain situé dans l'Ohio, à Cincinnati. Ouvert en 1875, il est le cinquième plus vieux parc zoologique des États-Unis.

## Historique
En 1884, Richard Lynch Garner, y commence ses études sur le langage des singes. 
Situé dans le voisinage d'Avondale, le parc s'étendait à l'origine sur 260 000 m² au milieu de la ville et a depuis acquis de nouveaux espaces. Le zoo conduit des programmes de reproduction de guépards, rhinocéros noirs, tigre blanc et gorilles de l'ouest. Un bonobo y est né en décembre 2003, portant la population du zoo à sept. Le zoo a accueilli Martha, la dernière tourte voyageuse, qui y mourut en 1914, ainsi que la dernière conure de Caroline, en 1918.
En mai 2016, Harambe, un gorille mâle de 17 ans est abattu après qu'un enfant de 4 ans est tombé dans son enclos. Il s'ensuit une controverse sur le bienfondé de la décision du zoo d'abattre l'animal pour sauver la vie de l'enfant, alors que le gorille ne semblait montrer aucun signe d'agressivité.